# Lakeland University

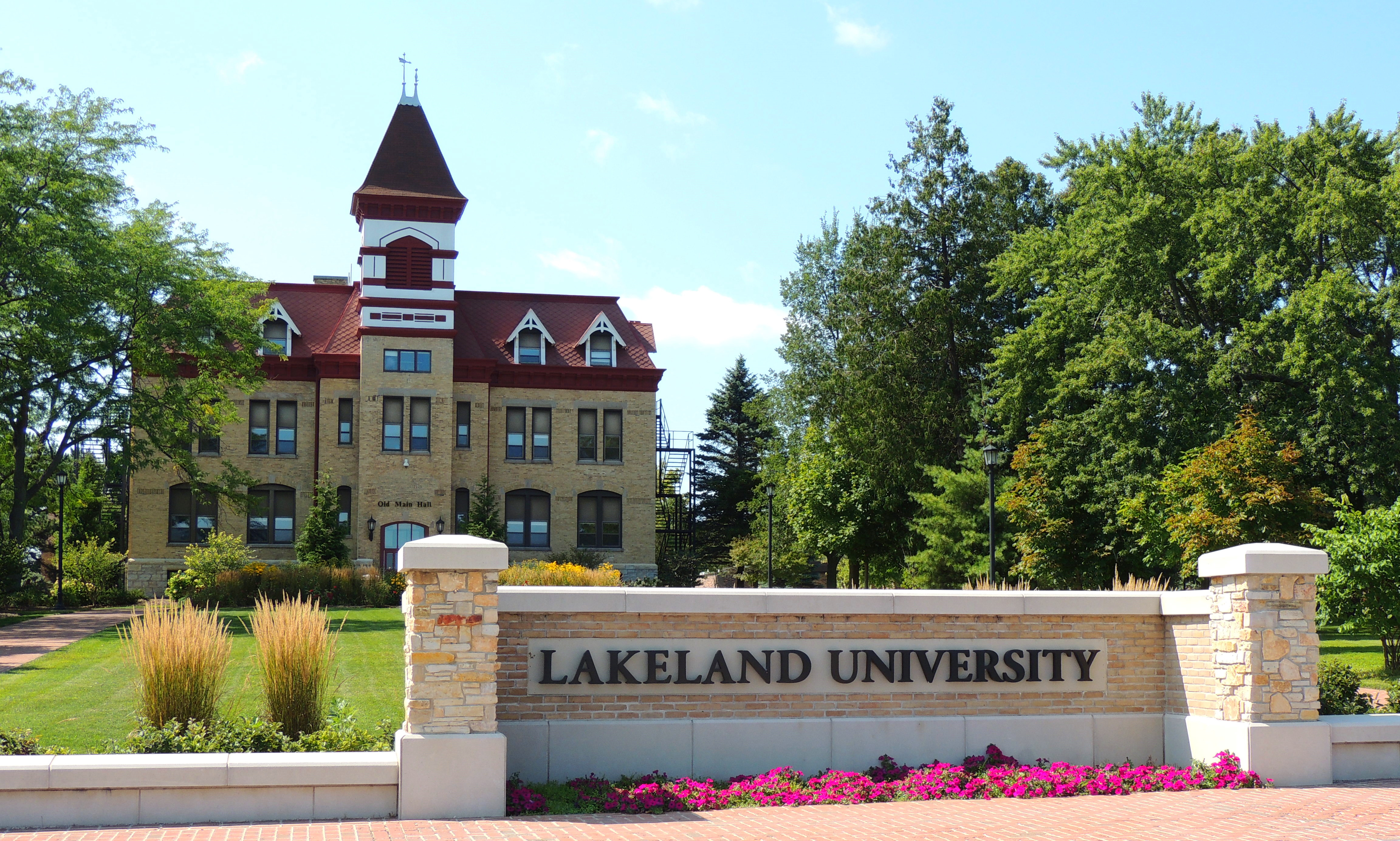
Lakeland University

Die Lakeland University ist eine Hochschule mit Hauptsitz in Plymouth, im US-Bundesstaat Wisconsin. Die Universität ist mit der United Church of Christ verbunden und verleiht sowohl Bachelor- als auch Master-Abschlüsse. Lakelands Hauptcampus (zu dem auch das Sheboygan Center gehört) im Sheboygan County ist abgelegen, westlich von Howards Grove, und nördlich zwischen Plymouth und Sheboygan. Die Universität unterhält mehrere Zweigstellen – in Milwaukee, Madison (Wisconsin), Wisconsin Rapids, Chippewa Falls (Chippewa Valley), Neenah (Fox Cities Center) und Green Bay, sämtliche in Wisconsin – sowie einen internationalen Campus in Tokyo.

## Geschichte
Lakelands Geschichte beginnt mit deutschen Einwanderern, die sich ab 1847 in der Umgebung von Sheboygan, Wisconsin, ansiedelten und die für die Bildung ihrer Kinder und Heranwachsenden sorgen wollten. Demzufolge gründeten sie im Jahre 1862 das sogenannte Missionshaus (auf English Mission House), eine Kombination aus Akademie und Seminar für die Sekundärbildung der Jugend sowie die Ausbildung von Evangelisch-Reformierten Pastoren. Daher war der Lehrplan zunächst vor allem auf die Freien Künste sowie das darauffolgende Theologiestudium fokussiert. Die meisten der frühen Studierenden wurden anschließend zu Pfarrern in den Deutsch-Reformierten Gemeinden in vielen Teilen Amerikas.
Ende des 19. Jahrhunderts war die Immatrikulierung nicht mehr nur späteren Pastoren vorbehalten, und das College bot eine viel größere Anzahl von Studiengängen an.
1956 kam es aufgrund einer zunehmenden Veränderung der Studienschwerpunkte weg von der kirchlichen Ausbildung zu einer Namensänderung: Mission House College wurde zu Lakeland College und das zugehörige Seminar 1962 nach Minneapolis/St. Paul verlegt, wo es als United Theological Seminary of the Twin Cities verselbstständigt wurde. Die Beziehung zur Nachfolgeorganisation der Gründerkirche, der United Church of Christ, besteht jedoch bis heute.
Lakeland wurde in den 1970er Jahren zu einem Pionier der Erwachsenenfortbildung. Heute ist Lakelands Abend- und Online-Programm mit über 2000 Studenten größer als das traditionelle Studienprogramm am Hauptcampus.
1990 kam es zur Gründung einer Außenstelle in Tokyo in Japan, wo japanische und US-amerikanische Studenten zusammen für zwei Jahre studieren.
2016 beschloss das Lakeland College, den offiziellen Namen der Hochschule auf Lakeland University abzuändern, um die Vielfalt der Studienangebote zu reflektieren.

## Zahlen zu den Studierenden und den Dozenten
Im Herbst 2020 waren 2.753 Studierende an der Universität Lakeland eingeschrieben. Davon strebten 2.112 (76,7 %) ihren ersten Studienabschluss an, sie waren also undergraduates. Von diesen waren 60 % weiblich und 40 % männlich; 5 % bezeichneten sich als asiatisch, 6 % als schwarz/afroamerikanisch, 6 % als Hispanic/Latino und 71 % als weiß. 641 (23,3 %) arbeiteten auf einen weiteren Abschluss hin, sie waren graduates. Es lehrten 213 Dozenten an der Universität, davon 42 in Vollzeit und 171 in Teilzeit.

## Universitätssport
Die Lakeland Universitätsathleten bestreiten Wettkämpfe in der NCAA Division III in den Sportarten American Football, Baseball, Basketball, Fußball, Golf, Langlauf, Leichtathletik, Ringen, Softball, Tennis, und Volleyball. Lakelands offizielle Farben sind blau und gold.

## Bekannte Alumnen
- Sam Alvey, Mixed Martial Arts Kämpfer der Ultimate Fighting Championship[8]
- Pat Curran, NFL-Football-Spieler[9]
- Elmer George Homrighausen, Amerikanischer Theologe
- Paul Thomas Ott, Brigadegeneral a. D. der Amerikanischen Nationalgarde
- Calvin Potter, Demokratischer Staats-Senator von Wisconsin[10]
- Jerald Fenske, Marathonläufer und Evangelischer Geistlicher
- Daniel Jansson (* 1979), finnischer Basketballtrainer